# British Academy Film Awards 2010
Die 63. Verleihung der British Academy Film Awards fand am 21. Februar 2010 im Royal Opera House in London statt. Die Filmpreise der British Academy of Film and Television Arts (BAFTA) wurden in 23 Kategorien verliehen. Gastgeber der Veranstaltung war zum vierten Mal der britische Moderator und Filmkritiker Jonathan Ross.
Die Nominierungen wurden am 21. Januar 2010 bekanntgegeben. Bereits vorab wurden die Nominierten des Nachwuchspreises Orange Rising Star Award und die Nominierungen für den besten nicht-englischsprachigen Film veröffentlicht.
Gewinner des Abends wurde der Film Tödliches Kommando – The Hurt Locker von Kathryn Bigelow, der insgesamt sechs BAFTA-Awards erhielt, darunter für das beste Originaldrehbuch, die beste Regie und den besten Film. Mit dem Ehrenpreis der BAFTA, der Academy Fellowship, wurde die Schauspielerin Vanessa Redgrave ausgezeichnet.
| Film                                        | N | A |
| ------------------------------------------- | - | - |
| An Education                                | 8 | 1 |
| Avatar – Aufbruch nach Pandora              | 8 | 2 |
| Tödliches Kommando – The Hurt Locker        | 8 | 6 |
| District 9                                  | 7 | 0 |
| Inglourious Basterds                        | 6 | 1 |
| Up in the Air                               | 6 | 1 |
| Coco Chanel – Der Beginn einer Leidenschaft | 4 | 0 |
| Nowhere Boy                                 | 4 | 0 |
| Oben                                        | 4 | 2 |
| Precious – Das Leben ist kostbar            | 4 | 1 |
| A Single Man                                | 2 | 1 |
| Crazy Heart                                 | 2 | 0 |
| Das Kabinett des Doktor Parnassus           | 2 | 0 |
| Der fantastische Mr. Fox                    | 2 | 0 |
| Harry Potter und der Halbblutprinz          | 2 | 0 |
| In meinem Himmel                            | 2 | 0 |
| Kabinett außer Kontrolle                    | 2 | 0 |
| Moon                                        | 2 | 1 |
| Sex & Drugs & Rock & Roll                   | 2 | 0 |
| Star Trek                                   | 2 | 0 |
| Victoria, die junge Königin                 | 2 | 2 |

## Favorisierte Filme
Für eine Nominierung bei den 63. BAFTA Film Awards wurden alle Spielfilme berücksichtigt, die zwischen dem 1. Januar und dem 31. Dezember 2009 im Vereinigten Königreich veröffentlicht wurden, beziehungsweise die bei einer geplanten Veröffentlichung bis zum 19. Februar 2010 vom Verleiher vorab der Academy präsentiert wurden. Für Kurzfilme und animierte Kurzfilme galten besondere Regeln, so wurden nur britische Produktionen für diese Kategorien zugelassen. Insgesamt 220 Filme erfüllten diese Bedingungen.
Nach der ersten Wahlrunde wurde von der BAFTA eine Longlist mit jeweils 15 Kandidaten pro Kategorie veröffentlicht. Mit 17 Nennungen galt Lone Scherfigs An Education als einer der Favoriten für die BAFTA Film Awards.
Tatsächlich wurde An Education mit insgesamt acht Nominierungen einer der drei meistnominierten britischen Filme. Ebenfalls acht Nominierungen erhielten James Camerons Science-Fiction-Film Avatar – Aufbruch nach Pandora und Kathryn Bigelows Kriegsdrama Tödliches Kommando – The Hurt Locker. Alle drei Filme konkurrierten in der Kategorie „Bester Film“ für die außerdem Precious – Das Leben ist kostbar und Up in the Air nominiert wurden. Den Preis für den besten Film gewann Tödliches Kommando – The Hurt Locker, der mit Siegen in fünf weiteren Kategorien zum erfolgreichsten Film der Verleihung avancierte, gefolgt von Avatar, dem Animationsfilm Oben und dem britischen Historiendrama Victoria, die junge Königin mit je zwei Siegen.
Neben James Cameron, Kathryn Bigelow und Lone Scherfig wurden Quentin Tarantino und der Südafrikaner Neill Blomkamp als beste Regisseure nominiert. Blomkamps Science-Fiction-Drama District 9 erhielt überraschend sieben Nominierungen, Tarantinos Inglourious Basterds wurde sechsmal nominiert, darunter Christoph Waltz als bester Nebendarsteller.

## Preisträger und Nominierungen

### Bester Film
Tödliches Kommando – The Hurt Locker (The Hurt Locker) – Kathryn Bigelow, Mark Boal, Nicolas Chartier, Greg Shapiro
An Education – Finola Dwyer, Amanda Posey
Avatar – Aufbruch nach Pandora (Avatar) – James Cameron, Jon Landau
Precious – Das Leben ist kostbar (Precious: Based on the Novel ‘Push’ by Sapphire) – Lee Daniels, Sarah Siegel-Magness, Gary Magness
Up in the Air – Ivan Reitman, Jason Reitman, Daniel Dubiecki

### Bester britischer Film
Fish Tank – Kees Kasander, Nick Laws, Andrea Arnold
An Education – Finola Dwyer, Amanda Posey, Lone Scherfig, Nick Hornby
Kabinett außer Kontrolle (In the Loop) – Kevin Loader, Adam Tandy, Armando Iannucci, Jesse Armstrong, Simon Blackwell, Tony Roche
Moon – Stuart Fenegan, Trudie Styler, Duncan Jones, Nathan Parker
Nowhere Boy – Robert Bernstein, Douglas Rae, Kevin Loader, Sam Taylor-Wood, Matt Greenhalgh

### Beste Regie
Kathryn Bigelow – Tödliches Kommando – The Hurt Locker (The Hurt Locker)
Neill Blomkamp – District 9
James Cameron – Avatar – Aufbruch nach Pandora (Avatar)
Lone Scherfig – An Education
Quentin Tarantino – Inglourious Basterds

### Bester Hauptdarsteller
Colin Firth – A Single Man
Jeff Bridges – Crazy Heart
George Clooney – Up in the Air
Jeremy Renner – Tödliches Kommando – The Hurt Locker (The Hurt Locker)
Andy Serkis – Sex & Drugs & Rock & Roll

### Beste Hauptdarstellerin
Carey Mulligan – An Education
Saoirse Ronan – In meinem Himmel (The Lovely Bones)
Gabourey Sidibe – Precious – Das Leben ist kostbar (Precious)
Meryl Streep – Julie & Julia
Audrey Tautou – Coco Chanel – Der Beginn einer Leidenschaft (Coco avant Chanel)

### Bester Nebendarsteller
Christoph Waltz – Inglourious Basterds
Alec Baldwin – Wenn Liebe so einfach wäre (It’s Complicated)
Christian McKay – Ich & Orson Welles (Me and Orson Welles)
Alfred Molina – An Education
Stanley Tucci – In meinem Himmel (The Lovely Bones)

### Beste Nebendarstellerin
Mo’Nique – Precious – Das Leben ist kostbar (Precious: Based on the Novel ‘Push’ by Sapphire)
Anne-Marie Duff – Nowhere Boy
Vera Farmiga – Up in the Air
Anna Kendrick – Up in the Air
Kristin Scott Thomas – Nowhere Boy

### Bestes adaptiertes Drehbuch
Jason Reitman, Sheldon Turner – Up in the Air
Jesse Armstrong, Simon Blackwell, Armando Iannucci, Tony Roche – Kabinett außer Kontrolle (In the Loop)
Neill Blomkamp, Terri Tatchell – District 9
Geoffrey Fletcher – Precious – Das Leben ist kostbar (Precious)
Nick Hornby – An Education

### Bestes Original-Drehbuch
Mark Boal – Tödliches Kommando – The Hurt Locker (The Hurt Locker)
Ethan Coen, Joel Coen – A Serious Man
Pete Docter, Bob Peterson – Oben (Up)
Jon Lucas, Scott Moore – Hangover (The Hangover)
Quentin Tarantino – Inglourious Basterds

### Beste Kamera
Barry Ackroyd – Tödliches Kommando – The Hurt Locker (The Hurt Locker)
Javier Aguirresarobe – The Road
Mauro Fiore – Avatar – Aufbruch nach Pandora (Avatar)
Trent Opaloch – District 9
Robert Richardson – Inglourious Basterds

### Bestes Szenenbild
Rick Carter, Kim Sinclair, Robert Stromberg – Avatar – Aufbruch nach Pandora (Avatar)
Stuart Craig, Stephenie McMillan – Harry Potter und der Halbblutprinz (Harry Potter and the Half-Blood Prince)
Philip Ivey, Guy Potgieter – District 9
Anastasia Masaro, Caroline Smith, David Warren – Das Kabinett des Doktor Parnassus (The Imaginarium of Doctor Parnassus)
David Wasco, Sandy Reynolds-Wasco – Inglourious Basterds

### Beste Kostüme
Sandy Powell – Victoria, die junge Königin (The Young Victoria)
Odile Dicks-Mireaux – An Education
Catherine Leterrier – Coco Chanel – Der Beginn einer Leidenschaft (Coco avant Chanel)
Janet Patterson – Bright Star
Arianne Phillips – A Single Man

### Beste Maske
Jenny Shircore – Victoria, die junge Königin (The Young Victoria)
Elizabeth Yianni-Georgiou – An Education
Peter Swords King – Nine
Thi Thanh Tu Nguyen, Madeleine Cofano, Jane Milon – Coco Chanel – Der Beginn einer Leidenschaft (Coco avant Chanel)
Sarah Monzani – Das Kabinett des Doktor Parnassus (The Imaginarium of Doctor Parnassus)

### Beste Filmmusik
Michael Giacchino – Oben (Up)
Stephen Bruton, T-Bone Burnett – Crazy Heart
Alexandre Desplat – Der fantastische Mr. Fox (Fantastic Mr. Fox)
James Horner – Avatar – Aufbruch nach Pandora (Avatar)
Chaz Jankel – Sex & Drugs & Rock & Roll

### Bester Schnitt
Chris Innis, Bob Murawski – Tödliches Kommando – The Hurt Locker (The Hurt Locker)
James Cameron, John Refoua, Stephen E. Rivkin – Avatar – Aufbruch nach Pandora (Avatar)
Julian Clarke – District 9
Dana E. Glauberman – Up in the Air
Sally Menke – Inglourious Basterds

### Bester Ton
Ray Beckett, Paul N. J. Ottosson, Craig Stauffer – Tödliches Kommando – The Hurt Locker (The Hurt Locker)
Anna Behlmer, Ben Burtt, Peter J. Devlin, Andy Nelson, Mark P. Stoeckinger – Star Trek
Christopher Boyes, Tony Johnson, Andy Nelson, Gary Summers, Addison Teague – Avatar – Aufbruch nach Pandora (Avatar)
Brent Burge, Michael Hedges, Ken Seville, Chris Ward, Dave Whitehead – District 9
Tom Myers, Michael Semanick, Michael Silvers – Oben (Up)

### Beste visuelle Effekte
Richard Baneham, Andrew R. Jones, Joe Letteri, Stephen Rosenbaum – Avatar – Aufbruch nach Pandora (Avatar)
Nicolas Aithadi, Tim Alexander, Tim Burke, John Richardson – Harry Potter und der Halbblutprinz (Harry Potter and the Half-Blood Prince)
Matt Aitken, Robert Habros, Dan Kaufman, Peter Muyzers – District 9
Burt Dalton, Russell Earl, Roger Guyett, Paul Kavanagh – Star Trek
Richard Stutsman – Tödliches Kommando – The Hurt Locker

### Bester animierter Spielfilm
Oben (Up) – Pete Docter
Coraline – Henry Selick
Der fantastische Mr. Fox (Fantastic Mr. Fox) – Wes Anderson

### Bester animierter Kurzfilm
Mother of Many – Sally Arthur, Emma Lazenby
Der Grüffelo (The Gruffelo) – Max Lang, Michael Rose, Jakob Schuh, Martin Pope
The Happy Duckling – Gili Dolev

### Bester Kurzfilm
I Do Air – Martina Amati, James Bolton
Jade – Daniel Elliott, Samm Haillay
Mixtape – Luti Fagbenle, Luke Snellin
Off Season – Jacob Jaffke, Jonathan van Tulleken
14 – Asitha Ameresekere

### Beste Nachwuchsleistung (Carl Foreman Award)
Duncan Jones (Regie) – Moon
Lucy Bailey, Elizabeth Morgan Hemlock, David Pearson, Andrew Thompson (Regie, Produktion) – Mugabe and the White African
Eran Creevy (Regie, Drehbuch) – Shifty
Stuart Hazeldine (Regie, Drehbuch) – Exam – Tödliche Prüfung
Sam Taylor-Wood (Regie) – Nowhere Boy

### Bester nicht-englischsprachiger Film
Ein Prophet (Un prophète), Frankreich – Pascal Caucheteux, Marco Cherqui, Alix Raynaud, Jacques Audiard
Coco Chanel – Der Beginn einer Leidenschaft (Coco avant Chanel), Frankreich – Carole Scotta, Caroline Benjo, Philippe Carcassonne, Anne Fontaine
Das weiße Band – Eine deutsche Kindergeschichte, Deutschland/Österreich – Stefan Arndt, Veit Heiduschka, Margaret Ménégoz, Michael Haneke
So finster die Nacht (Låt den rätte komma in), Schweden – Carl Molinder, John Nordling, Tomas Alfredson
Zerrissene Umarmungen (Los abrazos rotos), Spanien – Agustín Almodóvar, Pedro Almodóvar

### Beste darstellerische Nachwuchsleistung(Orange Rising Star Award)
Der Orange Rising Star Award ist ein Publikumspreis, der bzw. die Auszuzeichnende wird durch eine telefonische Abstimmung ermittelt. Die Kandidaten wurden bereits am 12. Januar 2010 vorgestellt.
Kristen Stewart
Jesse Eisenberg
Nicholas Hoult
Carey Mulligan
Tahar Rahim

## Ehrenpreise

### Academy Fellowship
- Vanessa Redgrave – britische Theater- und Filmschauspielerin

### Herausragender britischer Beitrag zum Kino
(Outstanding British Contribution to Cinema)
- Joe Dunton – britischer Kameramann

### Special Award
- Ray Harryhausen – US-amerikanischer Tricktechniker und Filmproduzent